# 弗兰克·C·斯坦利
弗兰克·C·斯坦利（Frank C. Stanley，本名威廉·斯坦利·格林斯特德，William Stanley Grinsted，1868年12月29日—1910年12月12日） 是一位活躍於1890年代和1900年代的美国流行歌手、班吉琴手和唱片製作人。
1891年10月，他幫爱迪生录制了班卓琴独奏唱片。1898年开始以Frank C. Stanley的名义幫Thomas A. Edison, Inc.和诺克罗斯留声机公司录制唱片。他於1901年至1910年间又幫Columbia、Victor和Zonophone录制唱片。1910年12月12日，斯坦利因胸膜炎在家中去世。 